# Velbert
Velbert je město v německé spolkové zemi Severní Porýní-Vestfálsko. Leží v zemském okrese Mettmann ve vládním obvodu Düsseldorf. Nachází se přibližně 20 km severovýchodně od Düsseldorfu, hlavního města spolkové země, přibližně 18 km jižně od Essenu a asi 12 km severozápadně od Wuppertalu. V roce 2011 zde žilo přes 81 tisíc obyvatel.
První zmínka o městu pochází z roku 875, v té době však neslo název Feldbrahti. V současné době je město výsledkem regionální reformy z roku 1975, kdy k němu byla přičleněna města Neviges a Langeberg. Počet obyvatel tak vzrostl z 55 tisíc až na 95 tisíc obyvatel. Město je známé především jako centrum kovoprůmyslu, zejména výrobou zámků a kování. Toto tradiční odvětví je vyobrazeno v podobě klíče na městském znaku.

## Partnerská města
- Châtellerault, Francie (od roku 1966)
- Corby, Spojené království (od roku 1979)
- Igoumenitsa, Řecko (od roku 2012)
- Hacıbektaş, Turecko

## Galerie

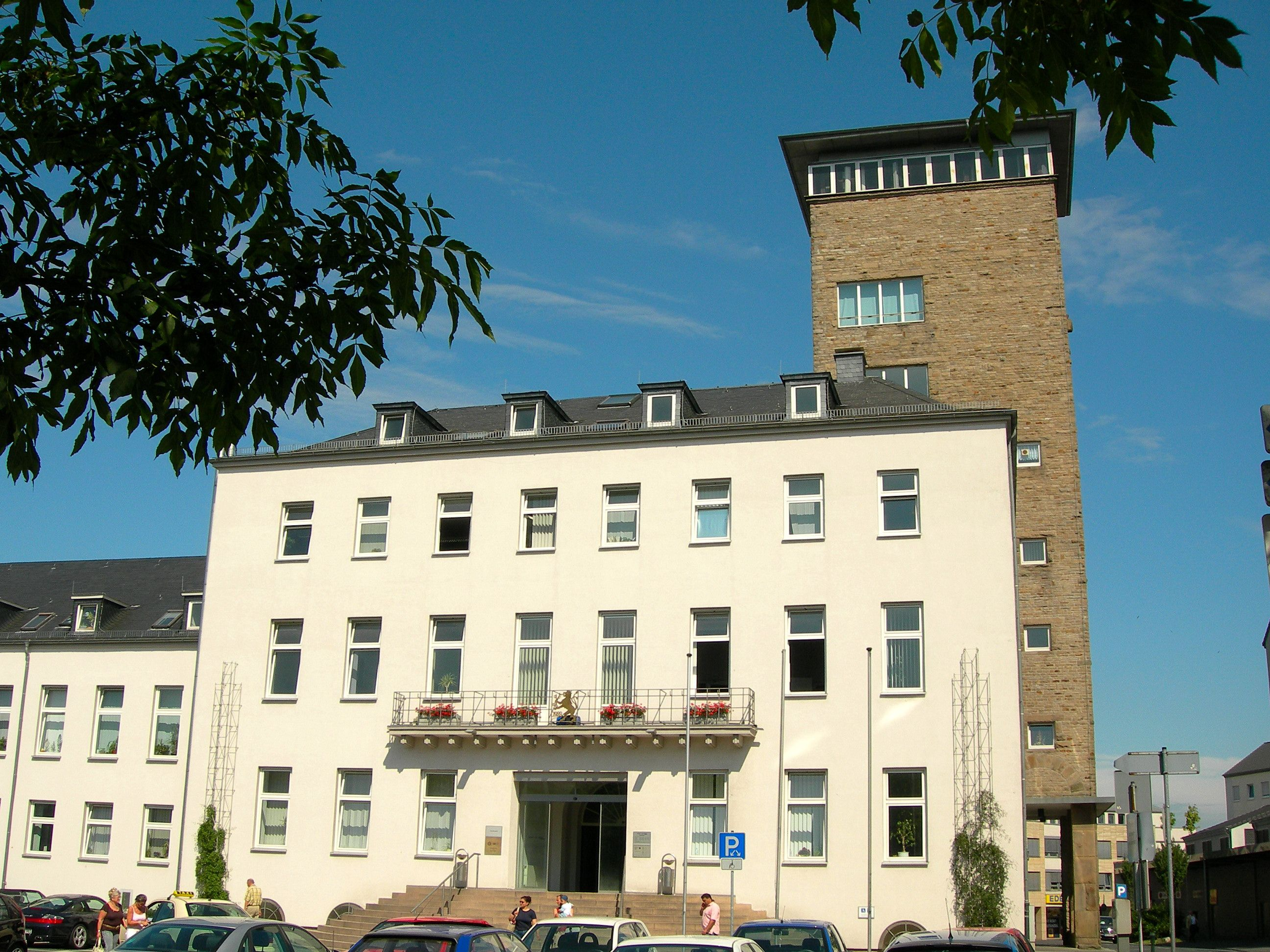
Radnice
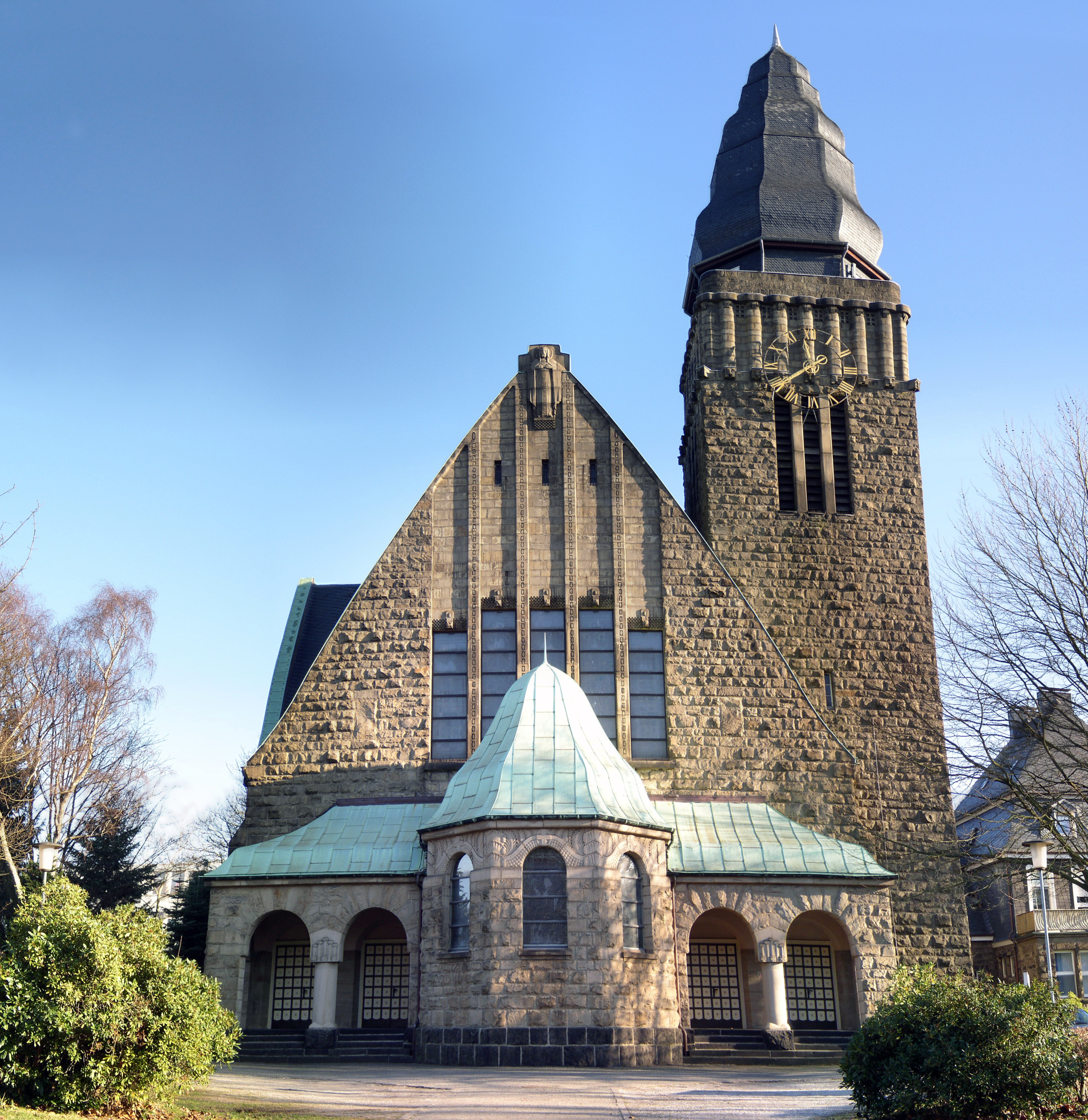
Kristův kostel
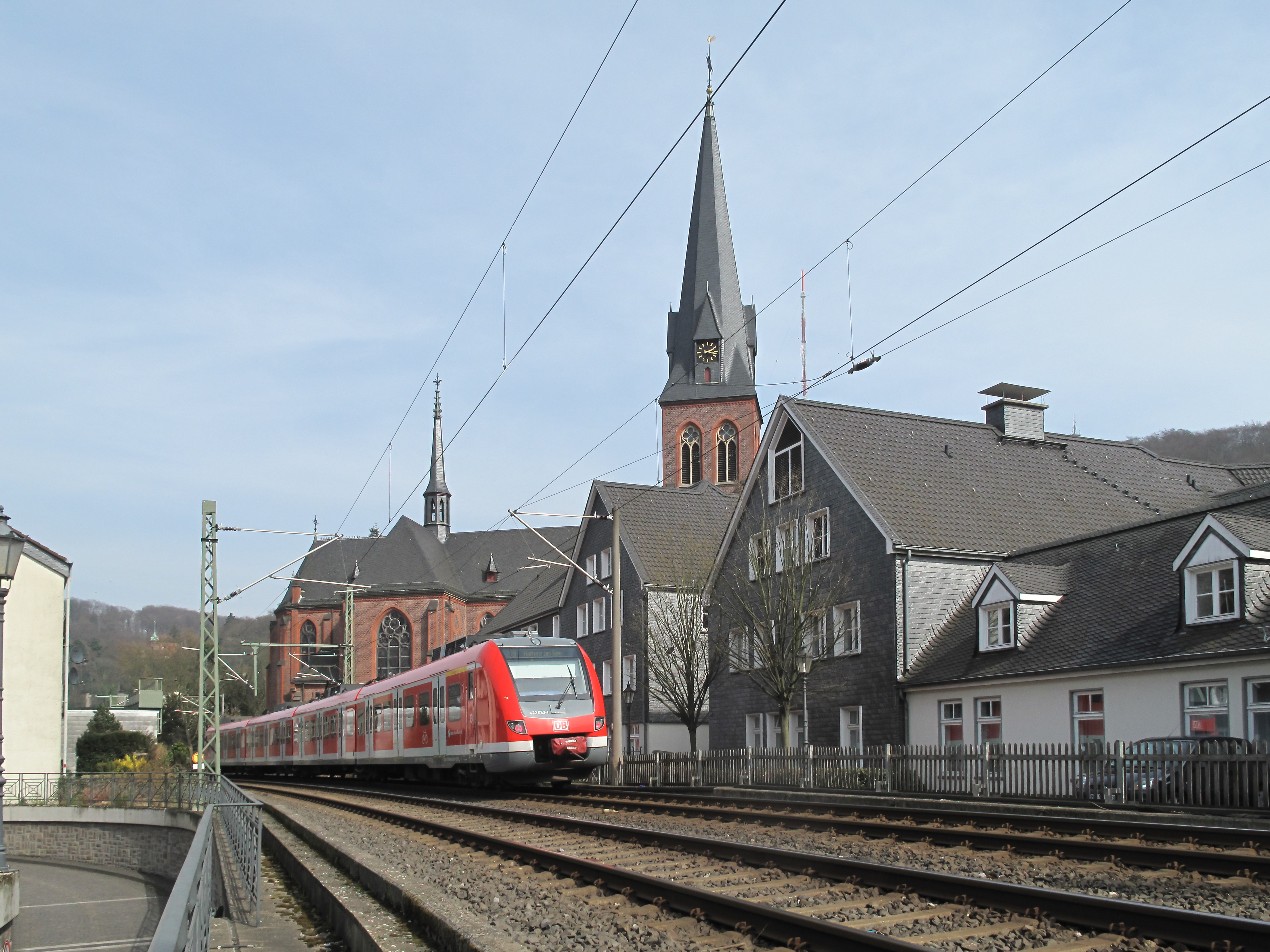
Kostel svatého Michaela v městské části Langeberg